# M-Bahn

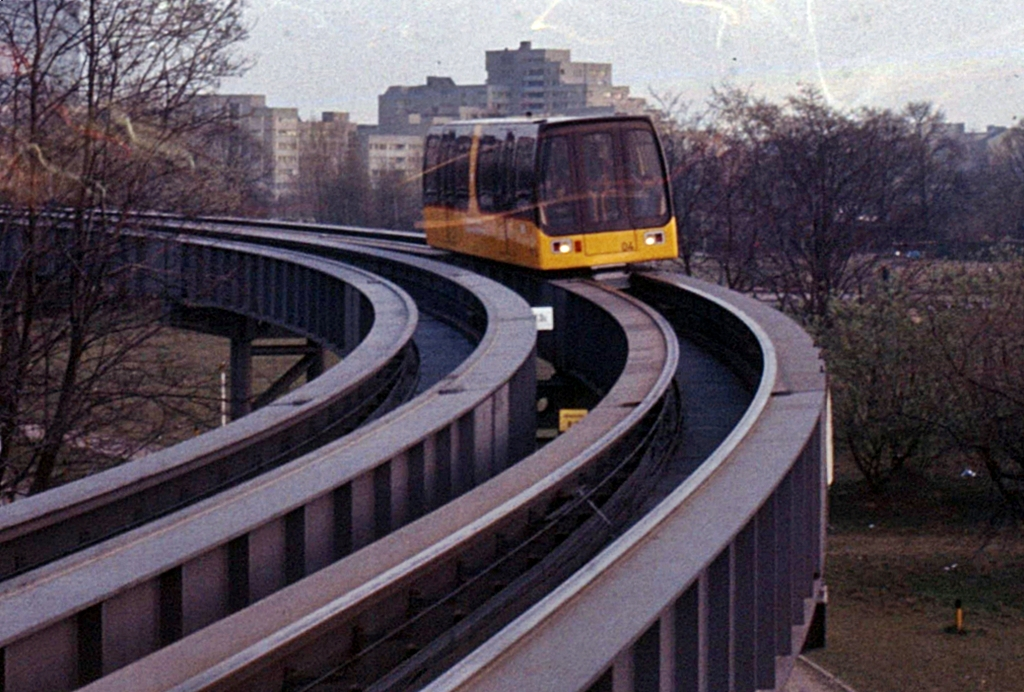
複線区間を走行するM-Bahn

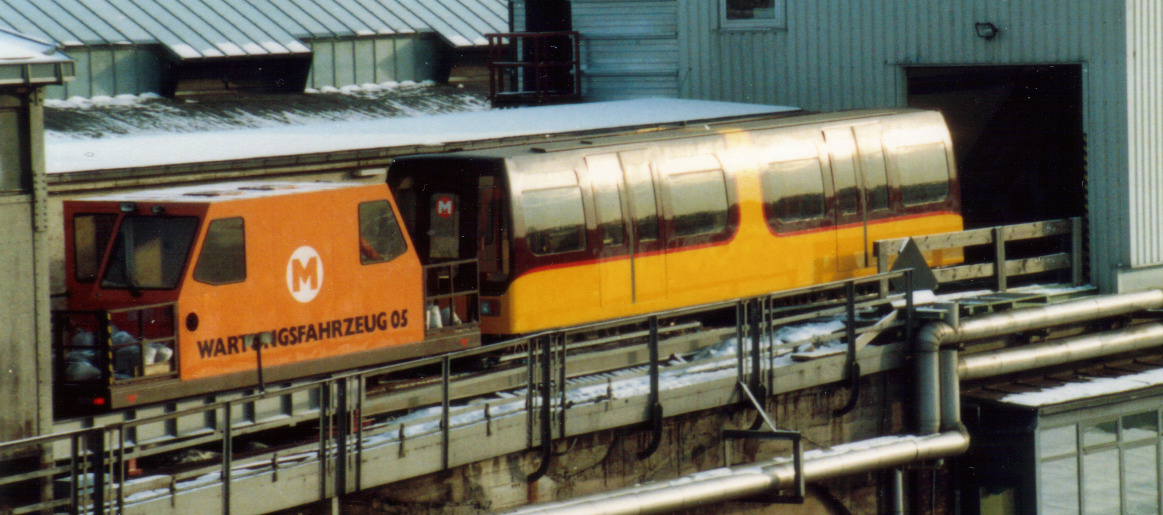
在りし日のM-Bahn

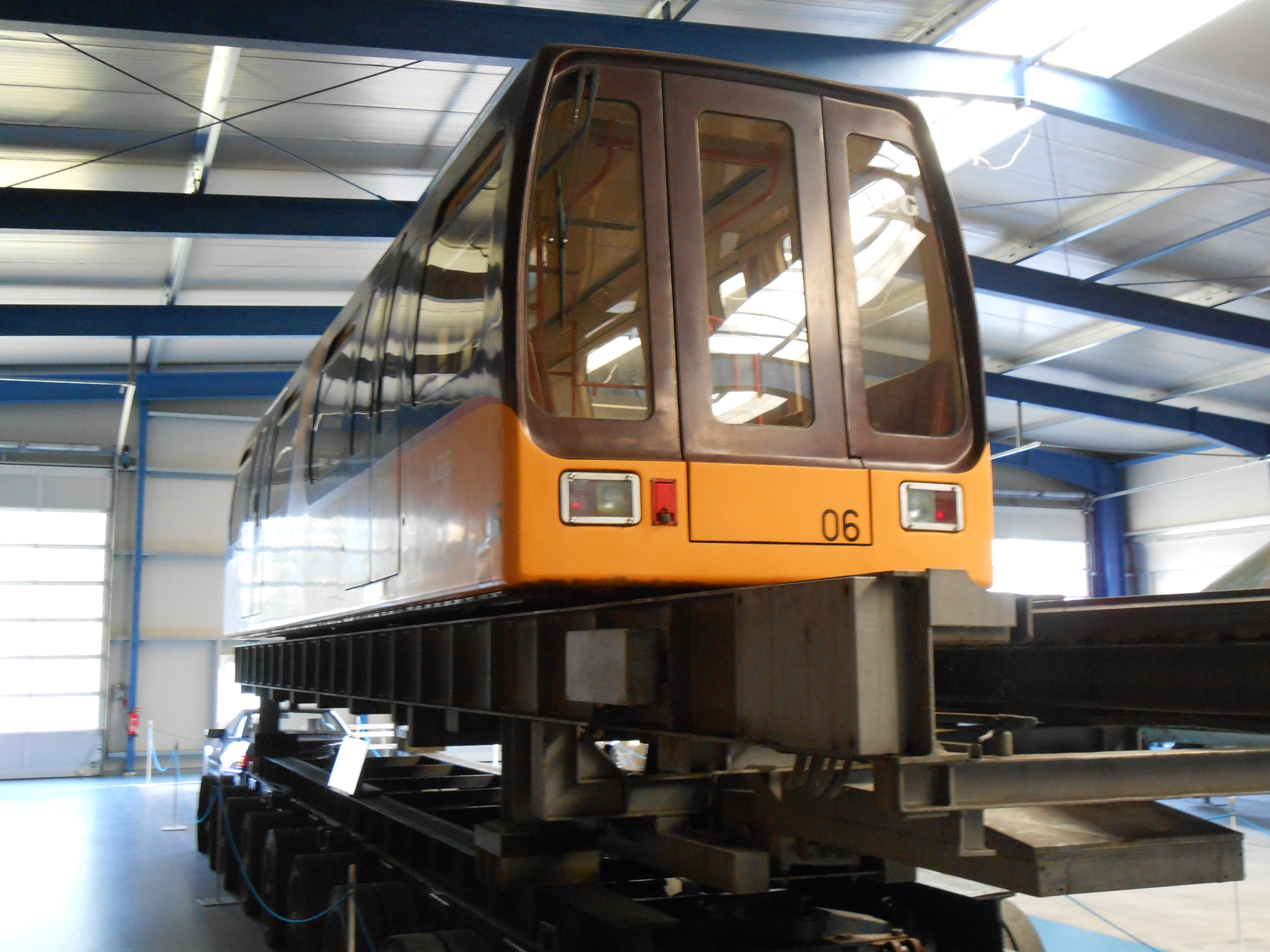
格納庫内のM-Bahn

M-Bahn(Magnet-Bahn)は、ドイツで開発された高架式の磁気浮上式鉄道であり、磁力の「吸引」力で浮上する。ドイツのベルリンで1989年から1991年まで運行された。路線長は1.6 kmで3駅あり、その中で2駅は新たに建設された。この路線はベルリンの壁の建設によって生じた公共交通網の空白地帯を満たす目的で建設された。ドイツ再統一によって冗長になったことで、開業後、短期間で廃止された。技術的には一定の水準まで完成していたものの、東西ドイツの再統一という時代の流れに翻弄された路線だった。
M-Bahnはバーミンガムピープルムーバに次ぐ世界で2番目の常設実用線で上海トランスラピッドの前に開業した。建設と運行はMagnetbahn GmbHが担った。
ちなみに、世界で最初に鉄道事業認可を受けた磁気浮上式鉄道は、日本航空（JAL）が開発したHSST方式であり、1989年に横浜博覧会で運行され、約３００万人が乗車した。その後、HSST方式の磁気浮上式鉄道は、2005年に愛知高速交通東部丘陵線の運行に至る。

## 概要
低速で短距離間の中量軌道輸送を担うために、旧西ドイツで1973年に開発が始まった。1975年には実験線も敷設し、その後トランスラピッドの開発にも加わっているAEGも開発に加わる。1987年、旧西ベルリン市内のグライスドライエック駅とケンパープラッツ駅の間約1.6kmの実用線を建設を開始。1989年から世界で2番目に旅客輸送を始めた（運賃無料、無人運転）。使用された車両は全長12mで車重約9t。最大乗車人数は130人。1991年7月に事業認可を得てベルリン交通局に引き渡された。しかしベルリン再開発のため1992年2月に閉鎖され、路線も撤去される。この間に運んだ旅客数は約300万人。現在車両はGerman Track Inc.の博物館に保管されている。
しかし、実用化に向けた開発・売り込みは続いており、ブラウンシュバイク工科大学のキャンパス内に全周1.3kmの実験線が建設された。日本では神戸製鋼所がAEG社と技術提携を行い、日本国内での売り込みを行っている模様である。

## 歴史
ベルリン地下鉄の最初の区間はグライスドライエック駅とポツダム広場駅間に高架を含んで建設された。ベルリンの分割後、グライスドライエック駅は西ベルリンだったものの、ポツダム広場駅は東ベルリンとの国境の直下だった。1961年のベルリンの壁構築後は両側からの列車はポツダム広場の前の駅までだった(東からは: Mohrenstraßeまでだった。)。1972年頃、同様に西側のポツダム広場までの2駅が他のUバーンの路線を確保する為に閉鎖された。
ポツダム広場へ向かう西ベルリンの地域はUバーンとの接続を必要としており、この需要に応じるために廃止されたグライスドライエックのプラットホームと北方の国境へ向かうUバーンの軌道を流用したMバーンが建設された。ポツダム広場に近い場所まで建設されたが、まだそこは西ベルリンだった。
建設工事は1983年に開始され、1984年6月に南部の区間で最初の試験走行は無人で実施された。初期の試験はブラウンシュヴァイク近郊のかつてMagnetbahn GmbHが使用した軌道が使用され、ベルリン用に専用に製造された2輌が1986年末に納入された。原型車両による商業運行は1987年に開始されたが4月にグライスドライエック駅の火事で2輌の中の1輌が破壊され、他方は深刻な損害を被った。
原型の2輌と同じ設計の4輌の車両が更に製造された。複数の開業日が計画されたが決まらず、1988年12月にケンパープラッツでの試験列車が停止に失敗して1輌が地上に落ちて破壊された。運行は1989年8月に開始されたものの、断続的な運行で保証されず、課金はされなかった。ベルリンの統合的な公共交通機関としての公式の定期的な運行は1991年7月に開始された。
この当時、ベルリンの壁が崩壊して新たな建設が計画された。Uバーンの路線を再開業する事になりMバーンが不要になった。Mバーンを取り除く事でポツダム広場駅から再び容易に移動できるようになった。Mバーンの解体は公式開業のわずか2カ月後に開始され1992年2月に完成した。グライスドライエックと復活したポツダム広場駅間を接続するUバーンはベルリン地下鉄2号線の一部になった。

## 路線

M-Bahn の路線

路線はおよそ北から南へティーアガルテン公園の端に位置するケンパープラッツ駅から3駅を経由して現在最も深い位置にあるUバーンのグライスドライエック駅まで接続していた。
- ケンパープラッツ 北緯52度30分40秒 東経13度22分18秒 / 北緯52.510980556度 東経13.37176111度 (現在はポツダム広場のソニーセンターがある場所。閉鎖されて現在はポツダム広場駅)
- ベルンバーガー通り 北緯52度30分20秒 東経13度22分33秒 / 北緯52.5056度 東経13.37588611度 (閉鎖され、現在はMendelssohn-Bartholdy-Park U-バーン駅)
- グライスドライエック 北緯52度29分59秒 東経13度22分27秒 / 北緯52.499775度 東経13.37418333度 (現在は元のU-バーンが使用する)

ケンパープラッツからベルンバーガー通りの新区間は2本の並行した軌道による複線区間でベルンバーガーとグライスドライエック間の単線区間は既存のUバーンの転用だった。Mバーンの軌道はグライスドライエックの単線のプラットホームへ向かい、標準軌の軌道が東側にある。
ケンパープラッツとベルンバーガー通りの駅はM-Bahnをそれらの間に建設するために解体された。

## 車両
M-Bahnは全部で8両が運行されたものの全てが公共サービスに使用されたわけではない。
| 車両 | 型式  | 製造会社         | 運行開始  | 備考                                                                                         |
| ---- | ----- | ---------------- | --------- | -------------------------------------------------------------------------------------------- |
| 01   | M80/2 | ワゴン・ユニオン | 1987年3月 | 1987年4月に火災で破壊                                                                        |
| 02   | M80/2 | ワゴン・ユニオン | 1987年3月 | 1987年4月に火災で損傷 その後まもなく廃車                                                     |
| 03   | M80/2 | ワゴン・ユニオン | 1987年5月 | 1988年12月に事故で破壊                                                                       |
| 04   | M80/2 | ワゴン・ユニオン | 1987年5月 | 1991年9月に廃止                                                                              |
| 05   |       | MBB              | 1984年4月 | ディーゼル動力式作業車輌、1986年に外して磁気駆動装置を備えず                                 |
| 06   | M80/2 | ワゴン・ユニオン | 1989年8月 | 1991年に廃止、ニュルンベルク交通博物館で保存                                                 |
| 07   | M80/2 | ワゴン・ユニオン | 1989年8月 | 1991年9月に廃止                                                                              |
| 706  | M70/2 | MBB              | 1984年6月 | 1978年にブラウンシュヴァイク試験線用に建設され、1986年までベルリンで初期の試験に使用された。 |

## 構造
浮上は強力な永久磁石で85%のみを担う磁気吸引方式。乗客が乗降するたびに車両に加わる荷重が変化するが、永久磁石の場合、浮上力を制御するには、この磁石以外の力で浮上量を変化させる必要がある。M-Bahnでは、軌道に垂直に接する案内車輪により浮上量を変えることで制御している。またこの案内車輪には荷重の一部も加わるため完全非接触ではない。しかし大部分は磁気浮上力で支えるため磁気浮上式鉄道の範疇に入っている。
また推進力は、リニア同期モータ方式で得られる。
ベルリンでの運行中、M-Bahnは自動運転だったが、必要であれば運転士による運転するように設計されていた。
ケンパープラッツのちょうど南に存在する交差点では複線が使用された。